# フランツィスカ・ジビッラ・アウグスタ・フォン・ザクセン＝ラウエンブルク

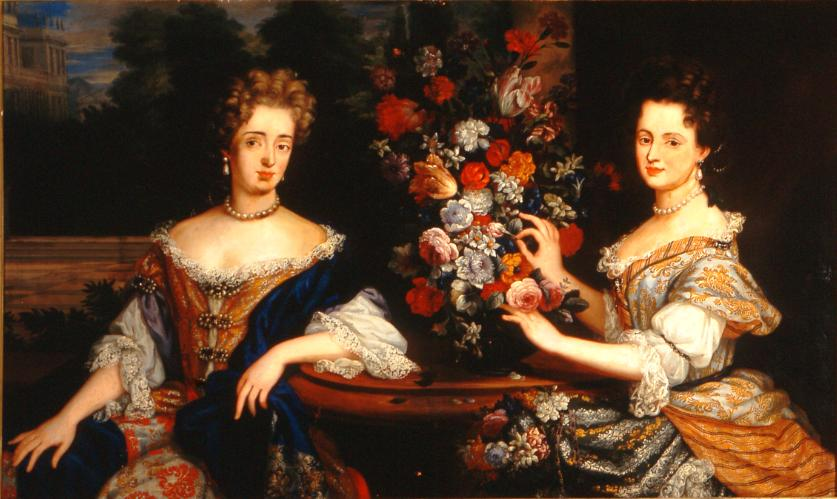
フランツィスカ・ジビッラ・アウグスタ（左）と姉アンナ・マリア

フランツィスカ・ジビッラ・アウグスタ・フォン・ザクセン＝ラウエンブルク（ドイツ語：Franziska Sibylla Augusta von Sachsen-Lauenburg, 1675年1月21日 - 1733年7月10日）は、バーデン＝バーデン辺境伯ルートヴィヒ・ヴィルヘルムの妃。1707年から1727年まで息子ルートヴィヒ・ゲオルクのためバーデン＝バーデン辺境伯領の摂政を務めた。

## 生涯

### 生い立ち
フランツィスカ・ジビッラ・アウグスタは、ザクセン＝ラウエンブルク公ユリウス・フランツとヘートヴィヒ・フォン・プファルツ＝ズルツバッハの次女として1675年に生まれた。
1676年にフランツィスカの家族はボヘミアのシュラッケンヴェルトに移住し、フランツィスカと姉アンナ・マリアは若年の間そこで過ごした。姉アンナ・マリアは後にトスカーナ大公となるジャン・ガストーネ・デ・メディチと結婚した。1681年に母ヘートヴィヒが死去した後、姉妹の教育はヴェルショヴィッツ伯夫人エーファ・ポリクセナ（1699年没）にゆだねられた。姉妹の教育は会話、絵画、音楽などの宮廷における礼儀作法であったが、これらは当時の女性にとって伝統的な教育と考えられていた。また、フランツィスカは祖父であるプファルツ＝ズルツバッハ公クリスティアン・アウグストからも教育を受けた。
フランツィスカら姉妹はザクセン＝ラウエンブルク公の唯一の生き残った子供であったため、1689年に父ユリウス・フランツが亡くなった際には相続権が得られることから、望ましい結婚候補者であった。
父ユリウス・フランツが亡くなると、姉は自身の権利によりザクセン＝ラウエンブルク女公となり、公爵位を子供たちに引き継ぐことになる。宮中の噂によると、父ユリウス・フランツは毒殺されたといわれ、犯人はヴェルショヴィッツ伯爵夫人とされている。
父の死により、アスカーニエン家のザクセン＝ラウエンブルク家の男系は断絶した。しかし、ザクセン＝ラウエンブルク法により女性継承は可能であった。そこで、女子相続人であるトスカーナ大公妃アンナ・マリアとその妹ザクセン＝ラウエンブルク公妃のフランツィスカは、継承をめぐって争った。また、父ユリウス・フランツスの従姉妹であるエレオノーレ・シャルロッテ・フォンザクセン＝ラウエンブルク＝フランツハーゲンも継承権を主張した。ラウエンブルク家の弱みを、隣接するブラウンシュヴァイク＝リューネブルク公ゲオルク・ヴィルヘルムがつけこんで、軍隊とともにザクセン＝ラウエンブルクに侵攻し、アンナ・マリアが女公となるのをを阻止した。
また、他の領主も継承権を主張し、近隣のメクレンブルク＝シュヴェリーン公領とデンマークのホルシュタイン公国、そして1422年にアスカーニエン家のザクセン＝ヴィッテンベルク公領を引き継いだザクセン選帝侯領、アスカーニエン家が統治する5つのアンハルト侯領およびスウェーデンとブランデンブルクをさらに巻き込んだ争いを引き起こした。この争いは最終的に1693年10月9日（ハンブルクの和議）で決着し、領地を剥奪されたアンナ・マリアとその妹フランツィスカは追放された。しかし姉妹は両方ともその主張を決して放棄しなかった。
皇帝レオポルト1世はブラウンシュヴァイク＝リューネブルク公ゲオルク・ヴィルヘルムの継承を拒否し、ブラウンシュヴァイク＝リューネブルク公の手の届かないザクセン＝ラウエンブルクの飛び地ハーデルンを自らの管理下に置いた。1728年になってようやく息子の皇帝カール6世がゲオルク・ヴィルヘルムの孫ゲオルク2世アウグスト（イギリス王ジョージ2世）をザクセン＝ラウエンブルクに封じ、1689年と1693年に行われた祖父ゲオルク・ヴィルヘルムによる事実上の乗っ取りを最終的に正当なものとした。1731年にはゲオルク2世アウグストは帝国の管理下にあったハーデルンをも獲得した。

### 結婚
フランツィスカはオイゲン・フォン・ザヴォイエンと結婚する予定であったが、もう一人の候補者でフランスとの戦争でほとんどすべてを失っていた年老いた貧しいバーデン＝バーデン辺境伯ルートヴィヒ・ヴィルヘルムを選んだ。
フランツィスカはバーデン・バーデン辺境伯ルートヴィヒ・ヴィルヘルムと婚約していたが、約20歳年上で子供がいなかった。ルートヴィヒ・ヴィルヘルムはオスマン帝国に対する功績と、帝国軍の一員として戦場におけるルイ14世に対する尽力により、「トルコのルイ」（Türkenlouis）としても知られていた。
そのため、ルートヴィヒ・ヴィルヘルムは若い花嫁に会うためにボヘミアに向かった。

### バーデン＝バーデン辺境伯妃として
ルートヴィヒ・ヴィルヘルムは1690年1月10日にボヘミアに到着した。2人は1月14日に正式に婚約し、結婚は1690年3月27日、フランツィスカが15歳のときに行われた。2人は辺境伯の居城であるラウドニッツ城で結婚式を挙げることになっていたが、それはフランス人によって破壊された。その結果、新婚夫婦はシュラッケンヴェルト（オストロフ）に留まった。バーデン＝バーデン辺境伯ルートヴィヒ・ヴィルヘルムは諸侯として統治をおこなっていたが、退役した将軍であり、フランツィスカより20歳年上であった。
皇帝は功績を理由に、オイゲン・フォン・ザヴォイエンがフランツィスカの姉アンナ・マリアと結婚することを再び認めた。しかし、アンナ・マリアはプファルツ選帝侯フィリップ・ヴィルヘルムとエリーザベト・アマーリア・フォン・ヘッセン＝ダルムシュタットの息子であるフィリップ・ヴィルヘルム・アウグスト・フォン・デア・プファルツと結婚した。1693年にフィリップ・ヴィルヘルムが亡くなると、彼女はトスカーナ大公コジモ3世・デ・メディチとマルグリット・ルイーズ・ドルレアン（ルイ14世のいとこ）の息子であるジャン・ガストーネ・デ・メディチと結婚した。
フランツィスカとの結婚直後、夫ルートヴィヒ・ヴィルヘルムは再びオスマン帝国との戦争に参加した。1691年のスランカメンの戦いはルートヴィヒ・ヴィルヘルムにとって最大の勝利であった。
若いフランツィスカと夫の間の手紙のやりとりはその後失われているが、フランツィスカは祖父であるプファルツ＝ズルツバッハ公クリスティアン・アウグストと親密な関係にあった。これらの手紙から、クリスティアン・アウグストが孫娘を愛していたことは明らかである。
結婚当初、フランツィスカは夫と別居することが多く、自身の趣味を楽しむ時間が十分にあった。しかしすぐにフランツィスカは領地の管理について気にかけ始め、その経験は後に夫妻に大きな利益をもたらした。

### 子女
夫妻には合計9人の子供がいたが、そのほとんどが幼少期に亡くなった。子供たちに関してはフランツィスカは不運であるといわれていた。最初の妊娠は流産に終わった。最初の子は4ヶ月、2人目は3年、3人目は5年、4人目は1年、5人目は6年で早世した。夫妻の9人の子供のうち、10歳を迎えたのは息子2人と娘1人の3人だけであった。2人の息子のうち、1人には子供が無く、もう1人には娘が1人しかいなかったが、その娘にも子供はいなかった。フランツィスカの子孫は、ルイ14世の孫ルイ・ドルレアンと結婚した娘のアウグステだけが生き残っている。アウグステを通じて、フランツィスカはフランス王ルイ・フィリップ1世の曾祖母となった。アウグステは出産時に21歳で亡くなった。
- レオポルト・ヴィルヘルム（1694年11月28日 - 1695年3月）[3] - 世子、早世
- シャルロッテ（1696年8月7日 - 1700年1月16日） - 早世
- カール・ヨーゼフ（1697年9月30日 - 1703年3月9日） - 世子、早世
- ヴィルヘルミーネ（1700年8月14日 - 1702年5月16日）[4] - 早世
- ルイーゼ（1701年5月8/9日 - 1707年9月23日） - 早世
- ルートヴィヒ・ゲオルク（1702年 - 1261年） - バーデン＝バーデン辺境伯
- ヴィルヘルム・ゲオルク・ジンペルト（1703年9月5日 - 1709年2月16日） - 早世
- アウグステ・マリア・ヨハンナ（1704年 - 12726年） - オルレアン公ルイと結婚
- アウグスト・ゲオルク（1706年 - 1771年） - バーデン＝バーデン辺境伯

次男カール・ヨーゼフが1703年に亡くなったとき、フランツィスカはマリア・アインジーデルン修道院へ最初の巡礼を行った。その後さらに7回の巡礼を行った。

### 摂政
夫ルートヴィヒ・ヴィルヘルムは1707年1月、戦争による傷がもとで51歳で死去した。跡を継いだのは生まれてすぐ世子となっていた息子ルートヴィヒ・ゲオルクであった。
ルートヴィヒ・ゲオルクは5歳であったため、フランツィスカは息子の名のもとバーデン＝バーデンの摂政に任命された。フランツィスカはルートヴィヒ・ゲオルクが生まれる前にフランス軍との戦争により荒廃したバーデン・バーデンの再建に貢献したとされている。フランツィスカは領内の財政を厳しく管理し、1727年にルートヴィヒ・ゲオルクが成年に達するまでには領内は再び繁栄し、フランツィスカ自身も財産を大幅に増やした。フランツィスカは可能な限り、ロレーヌ公レオポルトやプファルツ選帝侯ヨハン・ヴィルヘルムといった相談相手のもとを訪れた。また、フランツィスカは精神的支援も求めた。
摂政時代にフランツィスカは宮殿、別荘、礼拝堂など、多くの素晴らしい建物の再建や新築を支援した。
フランツィスカは1714年のラシュタット条約に対する感謝の気持ちを込めてラシュタットにアインジーデルン礼拝堂を建設した。ルートヴィヒ・ゲオルクは1727年10月22日に25歳で成年に達し、フランツィスカは国政を辞し、エットリンゲンのエットリンゲン城に移った。フランツィスカは皇太后時代にもさまざまな改修を行い、1733年の死の年に完成した。
1723年時点では1人生き残っていた娘アウグステ・ヨハンナはまだ未婚であったため、フランツィスカは一人娘にふさわしい候補者を見つけようとした。フランツィスカは2人の候補者を選んだ。トゥルン・ウント・タクシス侯アレクサンダー・フェルディナントは、裕福なドイツ貴族トゥルン・ウント・タクシス家の出身で神聖ローマ帝国の郵政長官であるアンセルム・フランツ・フォン・トゥルン・ウント・タクシスの息子であり相続人であった。2人目はフランスの貴族、オルレアン公ルイであった。フランツィスカは、ヨハンナが生まれる前にバーデン＝バーデンを荒廃させたフランスとの絆を強化するため、オルレアン公を推した。しかし、ヨハンナはドイツ貴族であるトゥルン・ウント・タクシス侯との結婚を望んだ。
しかし、ヨハンナは母フランツィスカに折れてルイ・ドルレアンとの結婚に同意し、1724年7月13日にフランス王ルイ14世の孫ルイ・ドルレアンと結婚する前にラシュタット城で代理結婚式が行われた。なによりもカトリックであることで選ばれたヨハンナは、8万リーヴルという比較的少額の持参金をオルレアン家にもたらした。

### 晩年
引退後、フランツィスカはさまざまな巡礼を行い、枢機卿ダミアン・フーゴ・フィリップ・フォン・シェーンボルンの影響を受けて信仰深い生活を送り、さまざまな修道院を訪れた。
ザクセン＝ラウエンブルク公女として生まれ、バーデン＝バーデン辺境伯妃およびバーデン＝バーデン摂政であったフランツィスカは、1733年7月10日にエットリンゲン城において58歳で死去した。遺言に従いラシュタット城に埋葬された。

## 建築物
フランツィスカは領地の管理だけでなく建築にも関心を持っていた。結婚当初の数年間は夫とともにシュラッケンヴェルト（オストロフ）に住んでいたが、2人はヴァイセス城（白城）の改修工事を行った。夫妻が選んだ建築家はヨハン・ミヒャエル・ソックであった。
フランツィスカの最も重要な遺産はラシュタット城で、1700年にラシュタットが都市権を得た時、この城はバーデン＝バーデンの統治者の居城となった。ラシュタット城はドイツのライン川上流地域で最古のバロック様式の城であり、フランスのヴェルサイユ宮殿の例に倣って建てられた。
フランツィスカは他にもさまざまな建物を建築・改築した。
- 1707年：ラシュタット城の改装の開始
- 1710年：ファヴォリテ城の建設の開始

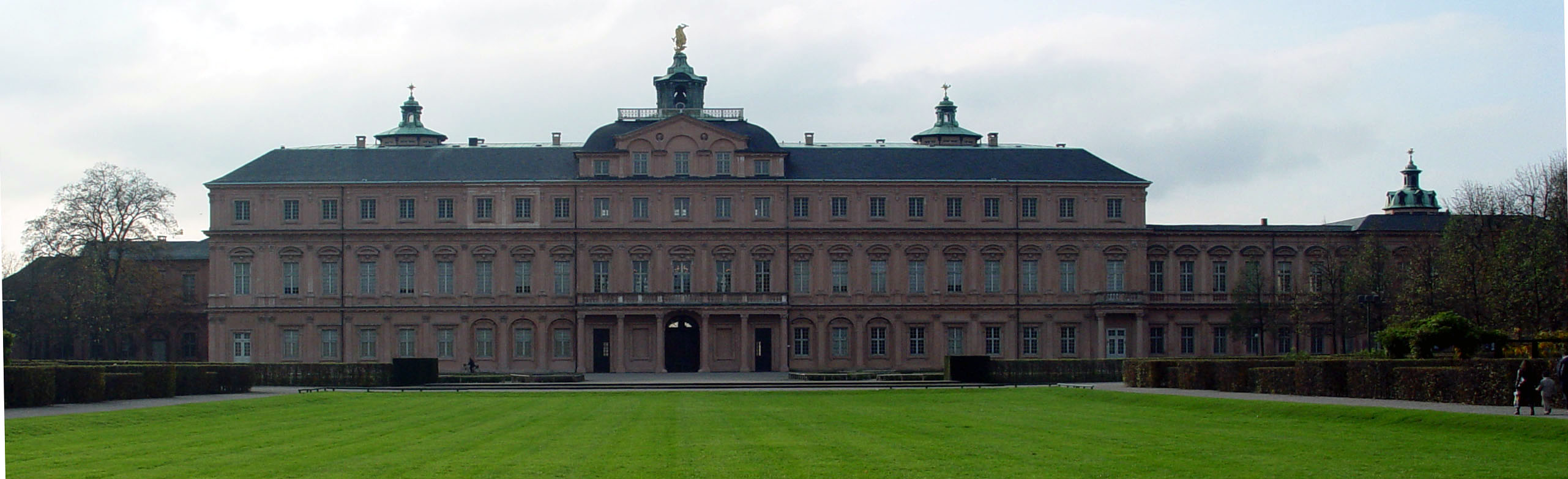
ラシュタットのラシュタット城

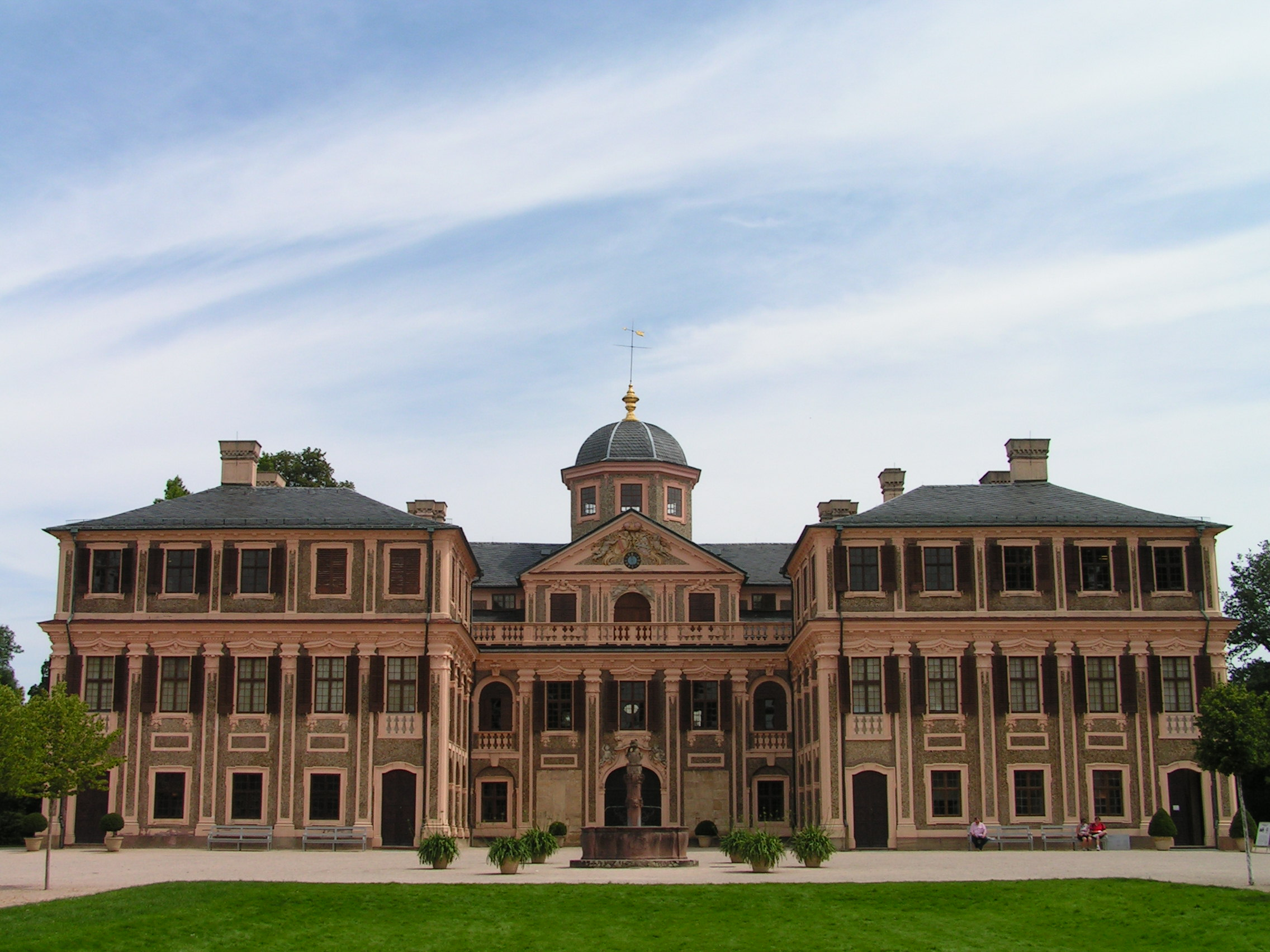
フランツィスカが建設したファヴォリテ城

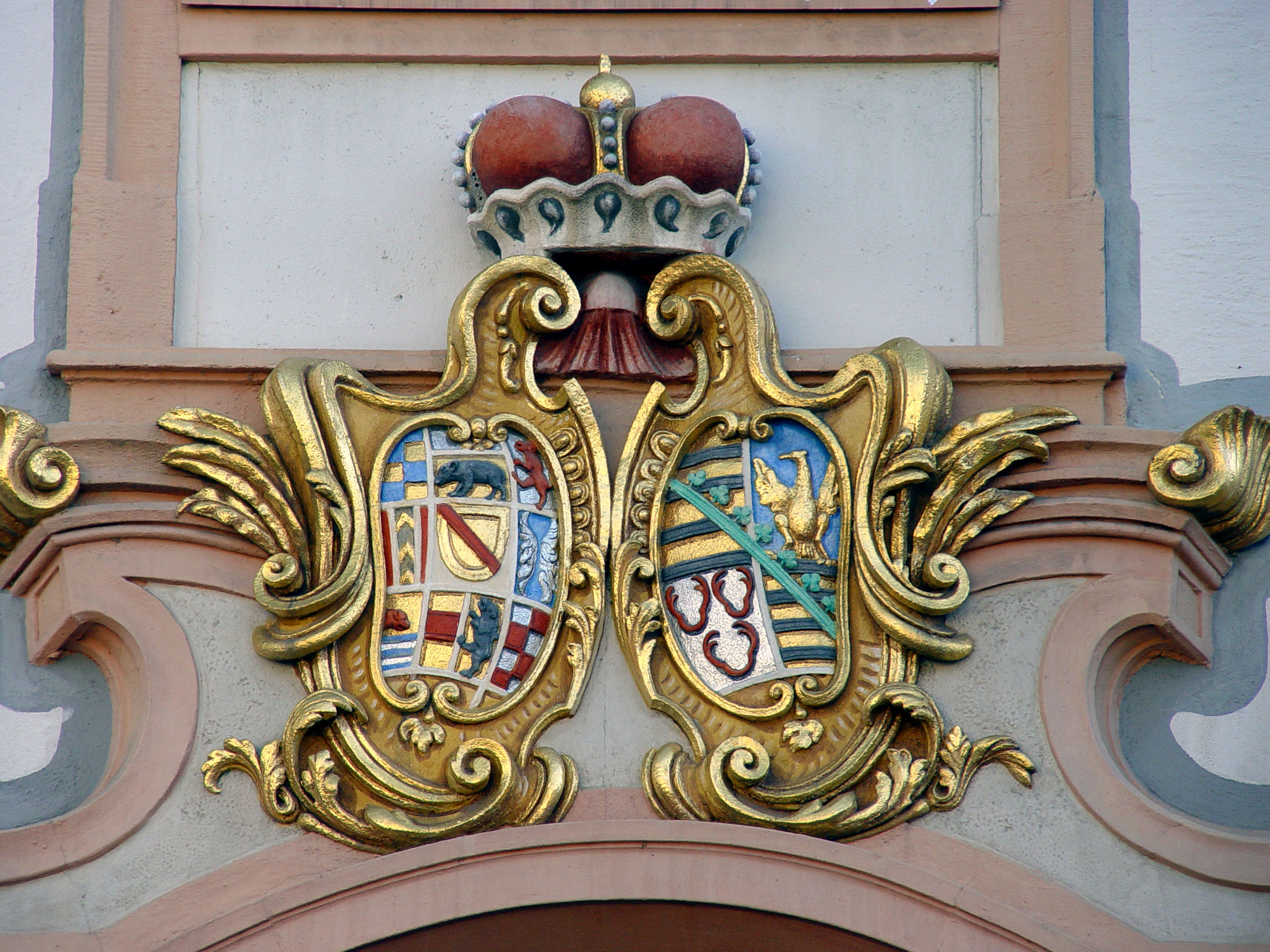
エットリンゲン城の組み合わせ紋章（Allianzwappen）。左：バーデン＝バーデン辺境伯ルートヴィヒ・ヴィルヘルム、右：フランツィスカ・ジビッラ・アウグスタ・フォン・ザクセン＝ラウエンブルク＝ラッツェブルク

- 1713年：カールスルーエのヴァレンティーン教会の建設の開始
- 1714年：ラシュタット城の改築の開始
- 1715年：アインジーデルン礼拝堂の建設の開始
- 1717年：オッフェンブルクのアムツハウスの建設の開始
- 1717年：フレーマースベルクの狩猟館の建設の開始
- 1718年：ファヴォリテ城庭園のエルミタージュ美術館の建設
- 1719年：ラシュタットの聖十字教会（城内教会）の建設
- 1721年：ロレート礼拝堂の建設
- 1721年：ビューラハの狩猟用別邸「シャイベンハルト」の建設
- 1722年：ラシュタット庭園の「パゴーデンブルク」の建設
- 1723年：ブルッフザール城の拡張[7]
- 1724年：ワーグホイゼルのエルミタージュ城の建設
- 1724年：キスラウ城の改装
- 1724年：シャイベンハルトのいくつかの工事
- 1728年：エットリンゲン城の拡張工事
- 1730年：エットリンゲン聖マルタン教会の身廊の改築
- 1731年：エットリンゲン城の礼拝堂の建設